# Веџфилд (Јужна Каролина)
Веџфилд (енгл. Wedgefield) насељено је место без административног статуса у америчкој савезној држави Јужна Каролина.

## Демографија
По попису из 2010. године број становника је 1.615.
| Група             | 2000.    | 2010.         |
| Белци             | 0 (0,0%) | 1.022 (63,3%) |
| Афроамериканци    | 0 (0,0%) | 518 (32,1%)   |
| Азијати           | 0 (0,0%) | 19 (1,2%)     |
| Хиспаноамериканци | 0 (0,0%) | 29 (1,8%)     |
| Укупно            | 0        | 1.615         |